# 4-hydroxybenzoëzuur
4-hydroxybenzoëzuur is een gesubstitueerd benzoëzuur, maar men kan het ook beschouwen als een fenolderivaat. Het is een van de mogelijke isomeren van hydroxybenzoëzuur; salicylzuur, de grondstof voor aspirine, is een ander isomeer. 4-hydroxybenzoëzuur is een witte, kristallijne vaste stof, die weinig oplosbaar is in water maar goed oplosbaar in alcoholen, di-ethylether of aceton.

## Synthese
4-hydroxybenzoëzuur wordt bereid door een Kolbe-Schmittreactie uit kaliumfenolaat (het kaliumzout van fenol) en koolstofdioxide:
Het kan ook langs biologische weg verkregen worden, door de fermentatie van glucose door al dan niet genetisch gemodificeerde E. coli.

## Toepassingen
4-hydroxybenzoëzuur is een monomeer of co-monomeer voor aromatische polyesters, waarvan sommige vloeibarekristalpolymeren zijn. Dit zijn polymeren die een zekere mate van kristalliniteit vertonen en in gesmolten toestand optisch anisotroop zijn.
Parabenen zijn alkyl-esters van 4-hydroxybenzoëzuur; ze worden op grote schaal gebruikt als conserveermiddel, ook in levensmiddelen.